# Provincia de Simbu
La Provincia de Simbu es una de las veinte divisiones administrativas del Estado Independiente de Papúa Nueva Guinea. La ciudad capital de la provincia es la ciudad de Kundiawa.

## Geografía
Simbu, pronunciado Sipuuuu en el dialecto local, significa "gracias". Esta provincia se encuentra en la Cordillera Central tierras altas de Papúa Nueva Guinea. Comparte fronteras geográficas y políticas, con cinco provincias: Occidente, Eastern Highlands, Southern Highlands, del Golfo y Madang. Es una fuente importante de café producido orgánicamente. La superficie de esta división administrativa es de 6.100 kilómetros cuadrados.
Simbu es una provincia con recursos naturales limitados y el terreno montañoso es muy accidentado. El progreso económico de la provincia ha sido más lento comparado a otras.

## Población
La provincia tiene una población de 259.703 personas. Considerando la superficie del territorio que abarca, su densidad poblacional es de 42,6 habitantes por kilómetro cuadrado.

## Educación
Simbu, aunque carezca de recursos naturales, es capaz de contribuir más en recursos humanos y se puede presumir que posee algunos de los cerebros más importantes del país. Gente nativa de esta provincia está trabajando en prestigiosas instituciones de todo el mundo, desde los Estados Unidos hasta el Reino Unido de Gran Bretaña e Irlanda del Norte. Hay tres escuelas secundarias en la provincia: Kondiu Rosary Secondary School, Yauwe Moses Secondary School y la Kerowagi Secondary School.

## Distritos
Esta provincia se encuentra fraccionada en varios distritos a saber:
- Chauve District
- Gumine District
- Karimui-Nomane District
- Kerowagi District
- Kundiawa-Gembogl District
- Sina Sina-Yonggomugl District

- Datos: Q599448
- Multimedia: Chimbu Province / Q599448